# Борьба Москвы и Твери
Борьба Москвы и Твери — серия конфликтов между Московским и Тверским княжествами с начала XIV по конец XV века. 
Предмет конфликтов изменялся с течением времени от борьбы за верховную власть в Северо-Восточной Руси, связанной с владением ярлыком на великое княжение Владимирское (который выдавался ханом Золотой Орды), до лишения Тверского княжества независимости (1485).

## Стороны
Оба княжества возникли в первой половине XIII века. Московское княжество было уделом владений великого князя Владимирского, куда входили также Нижний Новгород, Кострома, Галич-Мерский, а Тверь — уделом во владениях Переяславль-Залесского князя, куда входил также Дмитров.
После гибели во время монгольского нашествия Юрия Всеволодовича и его потомков оба княжества соединились под властью Ярослава Всеволодовича. Тверскую династию основал его сын Ярослав Ярославич, московскую — его внук Даниил Александрович (младший сын Александра Невского).

### Московское княжество
Первоначально занимало территории в бассейне среднего течения реки Москвы. Верхнее и нижнее течение реки было поставлено под контроль московских князей в последние годы правления Даниила Александровича, в конфликтах соответственно с можайскими князьями (ветвью смоленских; 1303) и рязанскими (Коломна, 1301).
В 1328 году, после разгрома Твери ордынцами, москвичами и суздальцами в Москву из Владимира переехал митрополит Киевский и всея Руси.
После двух неудачных осад Москвы литовскими войсками на рубеже 1360-х — 1370-х годов и осады Твери московскими и союзными войсками (1375) Москва утвердила своё положение как центр объединения русских земель.
С 1383 года территория великого княжества Владимирского стала наследственной собственностью московских князей, и московские князья стали именоваться «великими». К рубежу XIV-XV веков вся территория Руси фактически оказалась поделена на сферы влияния Москвы и Вильны, что нашло отражение в условиях «вечных миров» 1408 и 1449 годов.
В 1480 году Москва сбросила ордынское иго и стала центром формирующегося Русского государства, присоединив Новгород (1478) и Тверь (1485) и вступив в борьбу за другие русские земли с Великим княжеством Литовским.

### Тверское княжество
Выгодное экономическое положение столицы княжества на волжском торговом пути при впадении р. Тверцы в р. Волгу, как крайнего пункта Владимиро-Суздальского княжества перед новгородской границей.
В 1294 году тверские князья получили контроль над Кашином после брака Михаила Ярославича с ростовской княжной.
После погрома Твери в 1327 году ордынскими, московскими и суздальскими войсками тверские князья утратили реальные шансы на верховную власть на Руси. Попытка, предпринятая в 1370-е годы при поддержке Литвы и правителя западноволжской Орды Мамая, закончилась неудачей. Великое княжение Владимирское хан признал наследственной собственностью московских князей, но Тверское княжество получило независимость, начав именоваться «великим». Под контроль тверских князей вернулся Кашин, временно в 1370-х годах обосабливавшийся при поддержке Москвы.
В 1485 году Тверь была захвачена московскими войсками под началом Ивана III.

## История

### Борьба за великое княжение Владимирское в начале XIV века

Памятник Михаилу Ярославичу в Твери

После Дюденевой рати (1293) Михаил Ярославич тверской склонился к союзу с ростовскими и ярославскими князьями, которые во время борьбы за власть между сыновьями Александра Невского (1281—1293) были на стороне Андрея Городецкого и волжской Орды против Дмитрия Переяславского, поддерживаемого «дунайского улуса» Ногая.
После ликвидации сарайским ханом Тохтой «дунайского улуса» Ногая (1300) на московскую службу перешла часть знати из южнорусских земель, прежде находившихся в сфере влияния Ногая, и из Киева во Владимир переехал митрополит Максим.
Сын Дмитрия Переяславского Иван завещал в 1302 году Переяславль-Залесский своему дяде Даниилу московскому, но после занятия великого княжения Михаилом Тверским, Даниловичам не удалось удержать Переяславль, и он вернулся в состав великого княжения.
После смерти митрополита Максима (1305) Юрий Львович  галицкий послал в Константинополь на поставление в галицкие митрополиты Петра, но он был посвящён в общерусские митрополиты. При этом выдвинутая Михаилом тверским кандидатура тверского иерарха Геронтия была отклонена. Пётр, как и его предшественник, избрал своей резиденцией не Киев, а Владимир-на-Клязьме.
Когда по смерти Андрея Александровича в 1304 г. Михаил Ярославич и Юрий Данилович Московский поехали в Орду за ярлыком, тверичи перехватили ехавшего в Кострому Бориса Даниловича, а Ивана Даниловича (будущего Калиту) осадили в Переяславле, но тому удалось отбиться и дождаться деблокирующего удара из Москвы. В битве под Переславлем-Залесским тверичи потерпели сокрушительное поражение. Погиб тверской воевода Акинф, прежде отъехавший от Андрея Александровича в Тверь. Тверские наместники не были приняты в Новгороде, а Торжок избежал нападения тверичей благодаря своевременному выдвижению новгородских войск на помощь. В 1305 году Михаил вернулся из Орды с ярлыком, пообещав хану выплачивать дань в большем размере, чем пообещал Юрий Московский. Как великого князя Владимирского его именуют Михаил III Ярославич. Также, он получил во владение Новгород. Михаил пошёл на Москву, не добился серьёзных успехов, однако Переяславль вернулся в состав великого княжения.
После убийства Юрием пленённого ещё в 1301 году рязанского князя Константина Романовича (1306) младшие Даниловичи Борис и Александр отъехали из Москвы в Тверь. В 1308 году Михаил осаждал Москву и бился под её стенами, разорил землю, но город взять не смог. В том же году был принят в Новгороде.
В 1311 году на городецком княжении умер бездетным Михаил Андреевич, и Орда санкционировала занятие княжества Даниловичами: в Нижнем Новгороде сел Борис. Старший сын Михаила, 12-летний Дмитрий пошёл на Нижний Новгород, но был остановлен во Владимире митрополитом Петром.
В 1312 году Михаил вывел из Великого Новгорода своих наместников, захватил Торжок и Бежецк и перекрыл подвоз продовольствия в Новгород. Михаил взял с новгородцев 1500 гривен за мир. Но когда после смерти хана Тохты Михаил поехал в Орду к новому хану (Узбеку), в 1314 году новгородцы обратились к Юрию Московскому, и тот прислал своего подручного князя Фёдора Ржевского, который изгнал тверских наместников и повёл новгородское войско на Тверь. Но тверичи вышли на свой берег Волги во главе с княжичем Дмитрием Михайловичем. Оба войска стояли так до морозов и заключили мир. Вскоре Юрий с братом Афанасием приехал в Новгород.
Вернувшись с ханским послом из Орды, Михаил двинулся на Новгород, разбил новгородское войско во главе с Афанасием Даниловичем под Торжком, взял откуп 5000 гривен и заключил мир на условиях 12 000 гривен серебра в 4 срока. Новгородцы поехали в Орду с жалобой на Михаила, но были захвачены тверичами, в 1316 году наместники вновь были изгнаны, Михаил пошёл на Новгород и остановился от него в 50 верстах. Новгородцы собрали войско и приготовились к обороне. Михаилу пришлось отступить, и войско при возвращении, сбившись в пути, понесло большие потери от голода.
В 1317 году Михаил пошёл на Юрия к Костроме, куда тот вернулся из Орды с женой, сестрой хана Узбека Кончакой (в крещении Агафьей), и послом Кавгадыем, и противники какое-то время стояли на двух берегах Волги. Исход стояния был неясным, но Михаил ушёл, а Юрий двинулся через Ростов, Переяславль и Дмитров на Тверь. В 40 верстах от неё в декабре произошла Бортеневская битва, в результате которой в плен к тверскому князю попали Борис Данилович и жена Юрия Кончака. Юрий бежал к новгородцам, привёл их против Михаила, но до сражения на этот раз не дошло.
Попавшая в плен в Бортеневской битве жена Юрия Московского, сестра хана Узбека Кончака, умерла в тверском плену при невыясненных обстоятельствах, что стало предлогом для вызова Михаила в Орду и его убийства там (1318). Этому также очень поспособствовал Московский князь Юрий. Впоследствии Михаил Ярославич был причислен к лику святых.
Когда Юрий Данилович Московский стал великим князем (1319), он собрал с Тверского княжества дань для хана (2000 гривен), но не отправил её в Орду. Сын Михаила, Дмитрий Грозные Очи, обратился к хану с жалобой на Юрия и получил ярлык (1322). Спустя 2 года убил Юрия перед ханом, за что спустя год сам был убит (1326), а великое княжение владимирское передано его брату Александру Михайловичу, который тогда же заключил договор с Новгородом.

#### Тверское восстание (1327) и Федорчукова рать (1328)

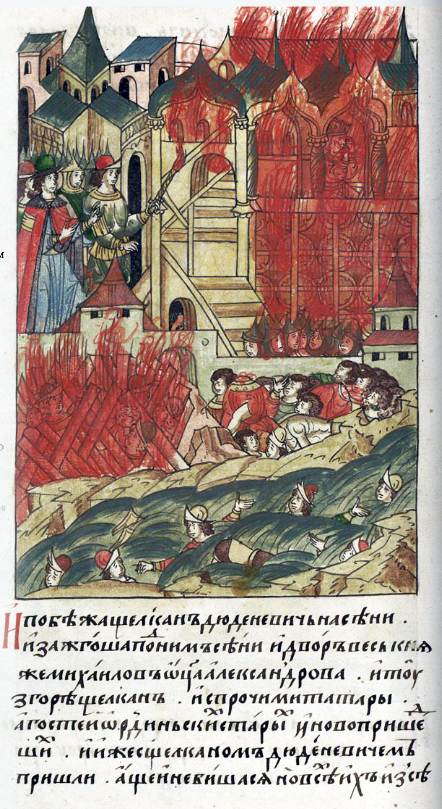
Щелкановщина. Народное восстание против татар в Твери. 1327. Миниатюра из Лицевого летописного свода XVI в.

Спустя два года в Твери вспыхнуло восстание против находившегося там двоюродного брата хана Узбека, Чолхана. Его люди были перебиты, а сам он был сожжён в княжеском дворце, который захватил. События 1327 года нашли отражение в Тверском сборнике, Рогожском летописце, а также в устном народном творчестве («Песня о Щелкане Дудентьевиче»). Последовал карательный поход 50-тысячного ордынского войска при поддержке московских и суздальских отрядов. Тверь была разгромлена, Александр Михайлович бежал во Псков и был принят там на княжение (c 1327 по 1337 г.), во Владимире вокняжился Александр Васильевич Суздальский, в Новгороде — Иван Данилович Московский, а в Твери — Константин Михайлович, женатый на дочери Юрия Московского Софье.
Что касается оценки тверского погрома 1328 года, то большинство исследователей сходятся во мнении, что несмотря на прямую заинтересованность московских князей в этой ордынской акции, инициаторами ордынских набегов выступали не князья, а ханы, и участие москвичей (и суздальцев) в погроме было средством уберечь от удара свои земли.
Позже, когда Александр вернулся в Тверь (в 1337 г. Константин мирно уступил престол старшему брату и удалился в свой Дорогобуж), он был оклеветан Иваном I Калитой и погиб в Орде вместе с сыном Фёдором (1339), Константин снова стал тверским князем, где правил до своей смерти в 1345 г. При нём в Москву был вывезен колокол с тверского Спасо-Преображенского собора, а Александровичи получили отцовский удел в западной части княжества: Всеволод — Холм, Михаил — Микулин, младшие их братья, Владимир и Андрей, получили впоследствии Зубцовскую волость (до 1366 г.).

### Борьба Москвы и Кашина против Твери и Литвы (1368—1383)
В 1349 году Михаил Васильевич Кашинский женился на дочери Семёна Гордого, а Ольгерд Гедиминович — на Ульяне Александровне, что предопределило последующие союзы. В 1368 году Михаил Александрович после спора об уделах выгнал Василия Михайловича из Твери. Василий умер, и под предлогом защиты его сына Михаила Дмитрий Московский послал войска в Тверское княжество. Не имея сил для самостоятельного сопротивления, Михаил Александрович уехал за помощью к Ольгерду и стал просить его о защите. Сумев скрытно провести все приготовления к походу, литовский князь двинулся на Москву.
Разгромив на реке Тросне московский сторожевой полк, Ольгерд первый раз осадил Москву. Однако, построенный незадолго до этого белокаменный кремль стал непреодолимым препятствием для литовцев и тверичей, а в западные владения Ольгерда вторглись крестоносцы, и он вынужден был снять осаду спустя 3 дня, подвергнув страшному разорению окрестности и уведя много пленных. По мирному договору, Михаил получил обратно Белый Городок и другие волости покойного двоюродного брата Семёна Константиновича.
Михаил Александрович понимал, что Москва не оставит его в покое в борьбе за старшинство на Руси, поэтому в 1369 году укрепил Тверь деревянной стеной. Он оказался прав. В августе 1370 года Дмитрий вновь объявил ему войну. Михаил снова бежал к Ольгерду, а посланные Дмитрием войска опустошили Тверскую землю. Вскоре в тверские земли с большой ратью явился и сам великий князь, он захватил и пожёг города Зубцов и Микулин, волости и сёла и многих жителей увёл в плен.
В Рождественский пост Ольгерд двинулся к Москве с братом Кейстутом, Михаилом Тверским и Святославом Смоленским. Они безуспешно штурмовали Волоколамск, крепость взять не смогли, но три дня грабили окрестности, после чего двинулись к Москве. 6 декабря 1370 года Ольгерд осадил Москву. Однако через 8 дней предложил мир, узнав, что против него начали собираться серпуховские и рязанские войска. Но Дмитрий согласился только на перемирие до Петрова дня. Ольгерд отступил в Литву. Михаил тоже помирился с Дмитрием и возвратился в Тверь.
Однако весной 1371 года тверской князь отправился в Орду и выхлопотал там ярлык на великое княжение Владимирское. Ордынцы предлагали ему свои войска, чтобы помочь утвердиться во Владимире, но Михаил отказался и возвратился обратно на Русь только с ханским послом Сарыхожей. Однако Дмитрий Московский взял со всех городов присягу не пускать Михаила. Когда Сарыхожа послал звать Дмитрия во Владимир к ярлыку, тот велел передать ему: «К ярлыку не еду, Михаила на княжение Владимирское не пущу; а тебе, послу, путь чист». Отдав ярлык Михаилу, посол отправился из Мологи в Москву, а тверской князь, недовольный поворотом дела, разорил Кострому, Мологу, Углич и Бежецкий Верх. После этого он вернулся в Тверь и отправил в Орду своего сына Ивана.
Туда же отправился и Дмитрий Московский, который сумел убедить темника Мамая оставить великое княжение за ним. Тверскому же князю из Орды было передано послание: «Мы тебе дали великое княжение, давали и войско, чтоб посадить тебя на нем; но ты войска нашего не взял, говорил, что сядешь одною своею силою; так сиди теперь с кем хочешь, а от нас помощи не жди». Сын Михаила Иван задолжал в Орде 10000 рублей, что вдвое превышало размер годовой дани в Орду с владимирского великого княжения. Дмитрий выкупил его и забрал с собой в Москву, где он жил на митрополичьем дворе, пока его не выкупил отец. Войска Дмитрия захватили Бежецк, убив михаилова наместника, и пограбили тверские волости.

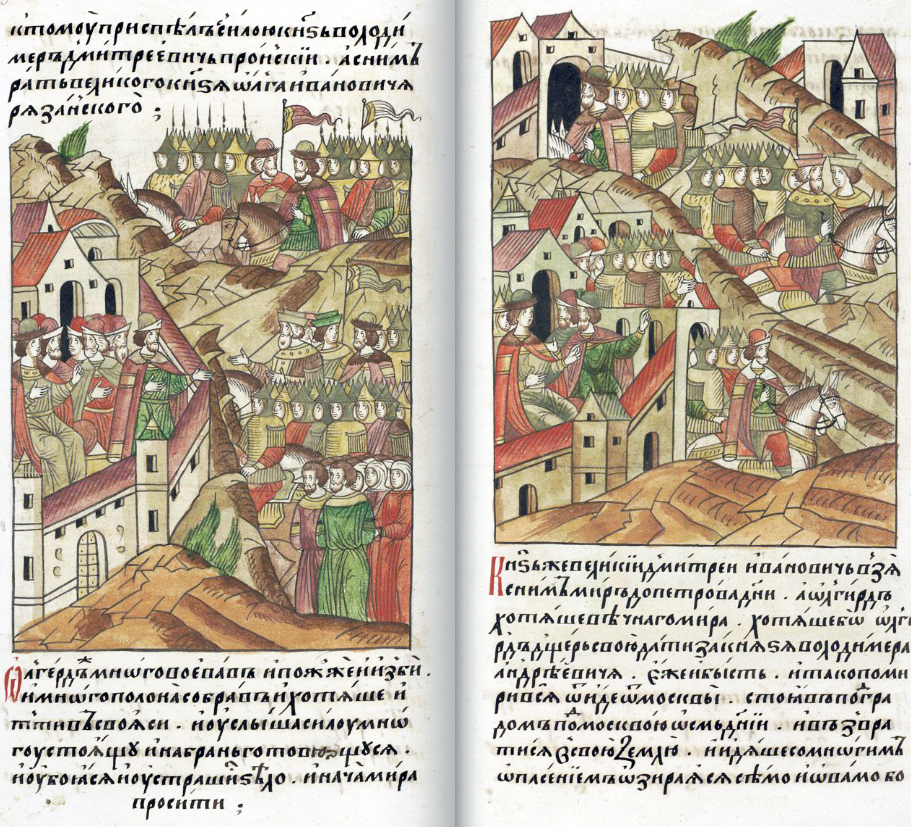
Второй поход Ольгерда на Москву

Михаил стал вновь убеждать Ольгерда двинуть войска на Русь. В 1372 году Михаил вместе с Кейстутом и Андреем Ольгердовичем неудачно подступал под Переславль-Залесский и взял Дмитров (как упоминается, к примеру, в летописи Авраамки под 1372 годом «…взял град Дмитров, а посад и села пожже, а бояр многое множество и людей с женами и детьми сведе в Тферь»), а затем взял Торжок.
Ольгерд вновь пошёл на Москву, но под Любутском вместо битвы произошло заключение мира между Москвой и Литвой (1372), в ознаменование которого Владимир Серпуховской женился на Елене Ольгердовне. Михаил в борьбе против Москвы оказался предоставлен собственным силам.
В 1374 году Михаил принял у себя бежавшего из Москвы сына последнего московского тысяцкого Василия Ивана, вновь получил ярлык и атаковал Торжок и Углич, что вызвало ответный поход почти всех северо-восточных русских князей (а также смоленского) под Тверь. Ольгерд только нанёс удар по беззащитным смоленским землям в качестве реакции на участие пребывавших с ним до этого в союзе смолян в походе против союзных ему тверичей. На этот раз Михаил вынужден был отказаться от претензий на Кашин, признать себя младшим братом московского князя и согласиться участвовать в войнах Московского княжества с Ордой, как в оборонительных, так и наступательных. Однако, об участии тверских войск в Куликовской битве 1380 года сведений нет, за исключением кашинцев и отряда Ивана Холмского.
В 1382 году после смерти князя Василия Михайловича, Кашин был снова присоединен к Твери и Михаил получил от хана Тохтамыша ярлык на великое княжество Тверское. Одновременно великое княжество Владимирское, от которого Тверь таким образом добилась независимости, стало окончательной собственностью московских князей.

### Конец независимости Твери (конец XV века)
Ещё в 1427 году, почти сразу после смерти Василия I (1425), великий князь тверской Борис признал старшинство Витовта, в то время когда и в Москве фактически правила его дочь Софья Витовтовна. В 1453 году, с окончанием борьбы за власть в Москве тверской князь присягнул Москве, отдав свою дочь Марию за Ивана Васильевича — наследника престола (будущего Ивана III). В том же 1454 году тверской князь заключил при посредничестве митрополита Ионы договор с Василием, «которым обещался с детьми своими быть во всём заодно с Москвою».
В 1462 году умер Василий II, и в Москве князем стал Иван III, заключивший договор, в котором подтверждал владетельные права тверского князя. В 1467 году на Руси началась новая эпидемия чумы, и первая жена Ивана, сестра Михаила Борисовича, умерла. 
В 1483 году Михаил Борисович овдовел и просил руки внучки Казимира IV. В 1485 году Иван III объявил Михаилу войну. Был подписан мир, ограничивающий прежде всего дипломатическую свободу Михаила. Этот договор был последним договором независимой Твери. Иван III «начал теснить землю и подданных Михаиловых». Тогда князья Андрей Микулинский и Осип Дорогобужский перешли на службу великому князю (первому он дал в кормление Дмитров, второму — Ярославль). Затем к Ивану отъехали и многие тверские бояре.
Михаил отправил письмо Казимиру IV, но оно было перехвачено слугами Ивана. Тогда Михаил отправил посольство в Москву в составе Тверского епископа и князя холмского, но их не приняли. Иван велел новгородскому наместнику, боярину Якову Захарьевичу, идти со всеми силами на Тверь, и сам 21 августа 1485 выступил из Москвы с войском и артиллерией во главе с Аристотелем Фиораванти.
8 сентября Иван осадил Тверь и зажёг посад. Через два дня (10 сентября) из Твери бежали почти все князья и бояре. Михаил бежал в Литву, и город сдался. Иван III запретил войску грабить город и окрестности. 15 сентября он въехал в Тверь и в тот же день передал княжение своему сыну Ивану Молодому, наследнику престола.
Карамзин Н. М. отмечал, что тверские князья, «будучи врагами Московских, не хотели участвовать в великом подвиге нашего освобождения и тем лишились права на общее сожаление в их бедствии».

## Оценка в историографии
Платонов С. Ф. среди причин того, что незначительное Московское княжество могло бороться с сильным Тверским княжеством, отмечает «личные способности первых московских князей, их политическую ловкость и хозяйственность, умение пользоваться обстоятельствами, чего не имели тверские князья, несмотря на одинаковое выгодное положение Тверского княжества и Московского», а среди причин, способствовавших последующему усилению Московского княжества:

1) сочувствие духовенства, выраженное в перемене пребывания митрополии;

2) политическую близорукость татар, которые не могли своевременно заметить опасное для них усиление княжества;

3) отсутствие сильных врагов, так как Новгород не был силен, а в Твери происходили постоянно междоусобия князей;

4) сочувствие бояр и сочувствие населения.

А. А. Горский особо подчёркивает важность такого фактора, как приход на службу к московским князьям большого количества служилых людей из других княжеств, составивших основу мощного московского боярства, а также проводит ту точку зрения, что одной из причин возвышения Москвы (и Северо-Восточной Руси в целом) стало отсутствие общей границы с Литвой вплоть до рубежа XIV/XV веков.
Профессор Греков И. Б. отмечает, что именно выгодное географическое положение Твери на новгородско-литовской границе поначалу способствовала её усилению, а затем и предопределило её падение; кроме того, возвышению Москвы при Иване Калите способствовал не только разгром Твери в 1328 году, но и усиление Литвы в 1320-е годы вплоть до появления впервые в истории представителя литовского княжеского дома в Новгороде, произошедшее практически одновременно с окончательным утверждением Ивана Калиты на великом княжении Владимирском после Александра Васильевича суздальского. В ситуации возникновения внешнего противовеса великому Владимирскому княжению Орда оказалась заинтересована в значительном перевесе сильнейшего княжества внутри него, которым к тому моменту оказалось Московское, над всеми прочими, что впоследствии привело к соединению Московского княжества с великим Владимирским.